# سیمان پرتلند

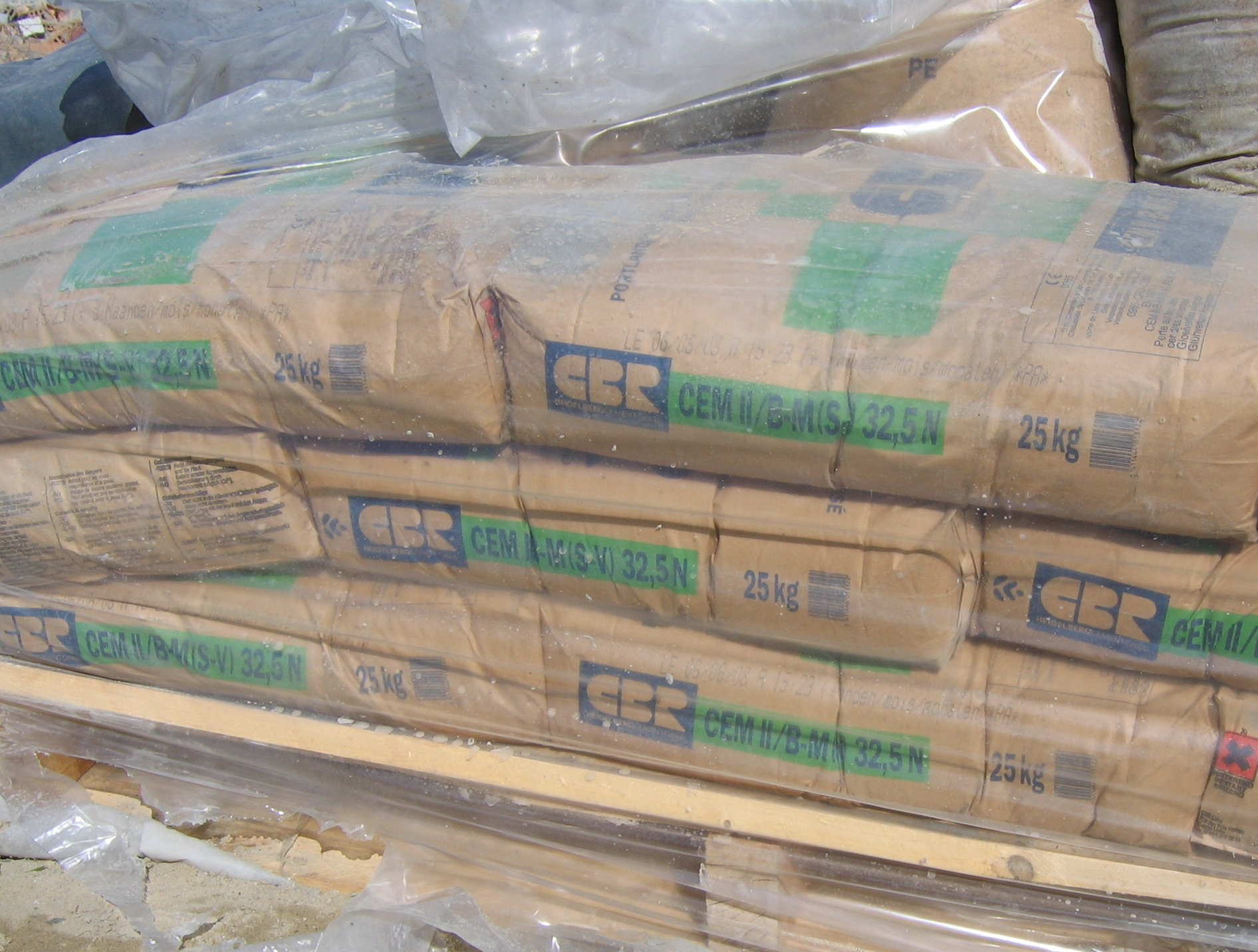
بسته‌های سیمان پرتلند روی هم چیده شده

سیمان پرتلند طبق تعریف ‎ ASTM C ۱۵۰‎، نوعی سیمان هیدرولیک است که از پودر کردن کلینکری که عمدتاً از اکسیدهای سیلیسی، آلومینیومی و آهنی که عامل تشکیل ترکیبات سیلیکاتی و آلومیناتی سیمان پرتلند می‌باشند، به دست می‌آید.

## تاریخچه
گرچه استفاده از سیمان (هیدرولیک و غیرهیدرولیک) به چندین هزار سال پیش بازمی‌گردد، اما نخستین‌بار در سال ۱۸۲۴ میلادی ژوزف اسپین معمار بریتانیایی طرح اصلاحی خود را برای آهک هیدرولیک تحت عنوان سیمان پرتلند به ثبت رساند. وی نام پرتلند را به علت تشابه سیمان حاصل با رنگ کانسارهای آهکی جزیره پرتلند در انگلستان انتخاب کرد.

## انواع
استاندارد ASTM C ۱۵۰ و ‎ AASHTO M ۸۵‎ مشخصات ۸ نوع مختلف سیمان پرتلند را برای کاربردهای مختلف آورده‌اند.
| نوع سیمان پرتلند | کاربرد |
| ---------------- | --- |
| I                | پرتلند معمولی |
| II               | پرتلند اصلاح‌شده (دارای حرارت آب‌بندی کمتر و مقاومت بیشتر در برابر یون کلر و مقاومت متوسط در برابر سولفات‌ها) |
| III              | پرتلند زودگیر (دارای استحکام اولیه بالا) این نوع سیمان زودگیر بوده دارای مقاومت اولیهٔ زیادی است مقاومت سه روزهٔ آن معادل ۷ روزهٔ نوع ۱ است. در جاها یی که بخواهند به زودی از ساختمان بهره‌برداری کنند ویا زود تر از موعد مقرر احتیاج به قالب برداری باشد یا برای بتن ریزی در هوای سرد ازآن استفاده می‌کنند، زیرا این سیمان هنگام گرفتن گرمای بیشتری نسبت به نوع۱ پس می‌دهد. |
| IV               | پرتلند با گرمازایی کم (دارای گرمای هیدراتاسیون پایین) این نوع سیمان به سیمان (کند گیر) معروف است. حتی از نوع۲ هم کمتر حرارت تولید می‌کند و دیر گیر تر از انواع دیگر است. این سیمان در بتن ریزی‌های حجیم مانند سدهای وزنی مصرف می‌شود. |
| V                | پرتلند مقاوم در برابر سولفات (دارای مقاومت خوب در برابر سولفات‌ها) این نوع سیمان به سیمان ضد سولفات نیز معروف است و در سازه‌های دریایی و زمین‌های سولفات دار مصرف می‌گردد ولی در برابر یون کلر به شدت ضعیف است. مقاومت این سیمان در زمان طولانی تری نسبت به نوع۱ به دست می‌آید و گرما زایی کم تری نیز دارد.                                                                 |
| IA               | نوع ۱ به همراه عامل هوادهنده |
| IIA              | نوع ۲ به همراه عامل هوادهنده |
| IIIA             | نوع ۳ به همراه عامل هوادهنده |

## ترکیب شیمیایی

### فازهایاصلی تشکیل‌دهندهٔ سیمان پرتلند
- تری‌کلسیم سیلیکات (آلیت)‎[۵] (C۳S)‏ ۲۰–۷۵ درصد
- دی‌کلسیم سیلیکات (بلیت)[۶] (C۲S)۱۵–۴۶ درصد
- تری‌کلسیم آلومینات[۷] (C۳A)۴–۱۳ درصد
- تتراکلسیم آلومینوفریت[۸] (C۴AF)۸–۱۲ درصد است.

نسبت این فازها بسته به نوع و کاربرد سیمان متغیر است.

### اکسیدهای تشکیل‌دهندهٔ سیمان پرتلند
- اکسید کلسیم شصت تا شصت و هفت درصد ترکیبات سیمان را تشکیل می‌دهد.[۹]
- اکسید سیلیسیم
- اکسید آلومینیوم
- اکسید آهن
- اکسید منیزیم
- اکسید گوگرد که معمولاً به جای سنگ گچ، سولفات مورد نیاز تترا کلسیم آلومینو فریت را برای تشکیل سولفو فریت کلسیم به منظور تسهیل هیدراتاسیون سیمان، تأمین می‌کند. (برای پایین آوردن میزان پسماند نامحلول که توسط اسید کلریدریک مشخص می‌شود از این ترکیب به جای سنگ گچ استفاده می‌شود)[۱۰]
- قلیایی‌های سیمان: شامل اکسید پتاسیم و اکسید سدیم می‌باشد که با پاره‌ای از مواد سنگی در بتن ترکیب شده و سبب خرابی بتن و تغییر در میزان افزایش مقاومت آن می‌شوند. در نتیجه مقدار کم این ترکیبات نیز بایستی کنترل و به آن اهمیت داده شود.[۹]

### افزودنی‌ها (که بعد از تولیدکلینکرسیمان به آن اضافه می‌شود)
- سولفات کلسیم:این ترکیب حداکثر به میزان ۳ درصد وزنی در سیمان پرتلند استفاده می‌شود، این ماده با تتراکلسیم آلومینوفریت ترکیب شده و مقدار کمی سولفوفریت کلسیم ایجاد می‌کند که این ماده هیدراتاسیون سیلیکات‌ها را تسریع می‌کند. ضمناً تماس این سولفات با ترکیب تری آلومینات کلسیم موجب ایجاد سولفو آلومینات کلسیم (اترینگایت) می‌شود که موجب افزایش حجم ملات می‌گردد. این افزایش حجم در هنگامی که ملات در حالت خمیری است بی‌ضرر است، اما در صورتی که پس از گیرش ملات ایجاد شود باعث ایجاد سلسله تَرَک‌های متوالی و تخریب بتن می‌گردد. در نتیجه میزان سنگ گچی که به سیمان اضافه می‌شود بسیار مهم بوده و بستگی به میزان تری آلومینات کلسیم و قلیایی‌های سیمان دارد. بالا رفتن ریزی سیمان باعث افزایش میزان سنگ گچ مورد نیاز می‌شود و افزایش سنگ گچ بنوبه خود سبب انبساط بیش از حد و خرابی سیمان سخت شده می‌گردد. میزان بهینه سنگ گچ بر اساس حرارت ایجاد شده از فعل و انفعالات سیمان تعیین می‌شود، و پیشرفت مناسب فعل و انفعالات ما را مطمئن می‌سازد که وقتی همهٔ سنگ گچ ترکیب می‌شود مقدار کمی تری آلومینات کلسیم باقی می‌ماند. آزمایش مشخصی جهت نشان دادن عدم سلامت سیمان به علت وجود سولفات کلسیم اضافی وجود ندارد ولی مقدار آن با روش تجزیهٔ شیمیایی به آسانی قابل محاسبه است. استاندارد BS12 مقدار مناسب سنگ گچ را به صورت میزان SO۳ موجود توصیه می‌کند.[۱۱]
- انواع افزودنی‌های شیمیایی که به سه گروه اصلی زیر تقسیم می‌شوند:

۱- تندگیرکننده‌ها که ترکیباتی هستند مانند: کلرور کلسیم، کربنات سدیم، کلرور آلومینیوم، کربنات پتاسیم، فلوئورور سدیم، آلومینات سدیم و نمک‌های آهن می‌باشند.
۲- کندگیرکننده‌ها: نظیر مشتقات هیدروکربنی نمک‌های محلول روی، شکر و برات‌های محلول
۳- تقلیل دهندگان آب: نظیر اسید هیدروکسی کربوکسیلیک و اسید لیگنوسولفونیک
مصرف آب در هنگام تهیهٔ بتن بر اساس سیمان پرتلند
بتن دومین مادهٔ مصرف شده در جهان است، همان‌طور که در بالا ذکر شد. بتن بر اساس سیمان پرتلند-با
مخلوط کردن مصالح) هر دو درشت و ریز (سیمان پرتلند معمولی (OPC)، مواد افزودنی) مواد معدنی یا
شیمیایی و آب ساخته شده‌است. اجزای آب بتن در ساخت بتن دو نقش دارد. اول، ارائه ویژگی‌های جریان
مورد نیاز به مخلوط بتن، به‌طوری‌که می‌توان آن را شکل داده و شکل گرفته‌است. دوم این است که بتن را
درمان کنیم، به عنوان مثال، شیمیایی با OPC واکنش نشان می‌دهد تا هیدرات کلسیم سیلیکات، هیدرات
آلومینیوم کلسیم و هیدروکسید کلسیم را تشکیل دهد.
بیش از ۳۰ میلیارد بتن در سال ۲۰۱۱ تولید می‌شود که بیش از سه میلیارد تن سیمان پرتلند معمولی مصرف ۰٫۳۵ تن آب در هر تن سیمان می‌کند. نسبت آب به سیمان برای فرمول بتن معمولی از ۰٫۳۵ تا ۰٫۴
۱٫۵ میلیارد تن آب) ۳ - متغیر است. براساس این تعداد تخمین زده می‌شود که در طول تولید بتن سالانه ۱٫۳
۰٫۳۵ تن آب در هر تن سیمان = ۱٫۳ میلیارد تن آب (استفاده می‌شود. × ۱۰۹ تن سیمان ×
به خوبی شناخته شده‌است که بتن‌های مبتنی بر OPC به آرامی درمان می‌شوند، و اغلب نیاز به سختی
هدف را تا ۲۸ روز افزایش می‌دهند. در بسیاری از عملیات‌های بتن‌سازی، آب باید به‌طور مداوم در طولبتن به بتن اضافه می‌شود، برای جبران تبخیر آب در طول فرایند پخت طولانی. مقدار آب اضافی مورد نیاز
بر اساس شرایط محیطی مانند سرعت باد، درجهٔ حرارت و رطوبت نسبی است. ۸ در این موارد مقدار آب
اضافی از ۶۵ تا ۷۵ درصد از آن در فرمول اصلی استفاده می‌شود. به‌طور کلی، مصرف آب سالانه در
تولید بتن براساس سیمان پرتلند بین ۲٫۱۵ تا ۲٫۶ میلیارد تن تخمین زده می‌شود.

## ایمنی
سیمان پرتلند خورنده است. تماس آن با چشم، پوست و دستگاه تنفسی باعث ایجاد ناراحتی می‌شود. در مورد چشم این امر ممکن است موجب سوزش شیمیایی و حتی در موارد شدیدتر منجر به کوری شود. تماس مکرر و دراز مدت آن با پوست موجب آماس می‌شود.